# Camino (navegador web)
Camino (da palavra espanhola camino, que significa "caminho") foi um navegador web (browser) para o sistema operativo Mac OS X, da Apple Inc.. Era baseado no motor de renderização Gecko, da Mozilla. Ao invés de uma interface baseada na linguagem XUL, o Camino utilizava a API nativa do Mac OS X, Cocoa. Foi descontinuado em 30 de Maio de 2013.
Um dos objetivos do projeto era criar um navegador que se integrasse da melhor forma possível com o sistema operacional dos Macs, e para isso utilizava a interface gráfica Aqua, além de uma série de serviços do Mac OS X, como as "chaves" ("Keychain") para gerenciamento de senhas e o Bonjour para procurar por favoritos disponíveis na rede local. Outros recursos incluem um bloqueador de pop-ups, navegação por abas e suporte aos principais padrões da WWW.
O navegador era desenvolvido pelo Camino Project, uma organização aberta dos usuários e desenvolvedores. O líder do projeto era, desde 2002, Mike Pinkerton, que assumiu o posto quando o líder anterior, Dave Hyatt, se transferiu para o desenvolvimento do navegador Safari na Apple Inc..

## Versões
- 0.1 - 13 de fevereiro de 2002
- 0.2 - 6 de abril de 2002
- 0.4 - 24 de julho de 2002
- 0.5 - 9 de setembro de 2002
- 0.6 - 5 de novembro de 2002
- 0.7 - 6 de março de 2003
- 0.8 - 25 de junho de 2004
- 1.0 - 14 de fevereiro de 2006
- 1.5 - 5 de junho de 2007
- 1.6 - 17 de abril de 2008
- 2.0 - 18 de Novembro de 2009
- 2.0.7 - 22 de Março de 2011
- 2.0.8 - 9 de Setembro de 2011
- 2.0.9 - 14 de Setembro de 2011
- 2.1 - 29 de Novembro de 2011